# Paotou
Paotou (kínaiul: 包头) nagyprefektúra szintű város Kínában, Belső-Mongólia Autonóm Terület autonóm tartományban.
Jelentős ipari központ, a környéken kitermelt ritkaföldfémek feldolgozási központja. Az elmúlt években nagyfokú környezetszennyezéseivel került a figyelem középpontjába. Lakosainak száma 2 709 378 fő (2020).

## Népesség
A település népessége az elmúlt években az alábbi módon változott:

| 2010 | 2 650 364 |
| 2020 | 2 709 378 |

## Fordítás
- Ez a szócikk részben vagy egészben  a   Baotou című angol Wikipédia-szócikk fordításán alapul.  Az eredeti cikk szerkesztőit annak laptörténete sorolja fel. Ez a jelzés csupán a megfogalmazás eredetét és a szerzői jogokat jelzi, nem szolgál a cikkben szereplő információk forrásmegjelöléseként.